# Tour de Suisse 1937
Die 5. Tour de Suisse fand vom 31. Juli bis 7. August 1937 statt. Die Radrundfahrt wurde in acht Etappen über eine Distanz von 1468 Kilometern ausgetragen.
Gesamtsieger wurde Karl Litschi, der somit als erster Schweizer die Rundfahrt im eigenen Land gewann. Die Rundfahrt startete in Zürich mit 61 Fahrern, von denen 33 Fahrer am letzten Tag – ebenfalls in Zürich – ins Ziel kamen.

## Etappen
| Etappe    | Tag       | Start – Ziel          | km  | Etappensieger       | Gesamtwertung |
| --------- | --------- | --------------------- | --- | ------------------- | ------------- |
| 1. Etappe | 31. Juli  | Zürich – Chur         | 233 | Leo Amberg          | Leo Amberg    |
| 2. Etappe | 1. August | Chur – Bellinzona     | 127 | Leo Amberg          | Leo Amberg    |
| 3. Etappe | 2. August | Bellinzona – Luzern   | 175 | Paul Egli           | Leo Amberg    |
| 4. Etappe | 3. August | Luzern – Sitten       | 197 | Georges Christiaens | Karl Litschi  |
| 5. Etappe | 4. August | Sitten – Interlaken   | 170 | Karl Litschi        | Karl Litschi  |
| 6. Etappe | 5. August | Interlaken – Lausanne | 171 | Leo Amberg          | Karl Litschi  |
| 7. Etappe | 6. August | Lausanne – Solothurn  | 185 | Georges Christiaens | Karl Litschi  |
| 8. Etappe | 7. August | Solothurn – Zürich    | 210 | Emil Kijewski       | Karl Litschi  |